# 桔帶裸頰鯛
桔帶裸頰鯛，又稱橘帶龍占，為輻鰭魚綱鱸形目鱸亞目龍占魚科的其中一種，分布於印度太平洋區，從紅海、東非至薩摩亞群島海域，棲息深度可達30公尺，本魚身體是淺黃褐色或橄欖色至棕色，越靠近腹部顏色越淡，有時眼睛下方有白色斑點，鰓蓋後緣為深褐色，體側具2條橙黃色的縱條紋，魚鰭是白色或黃褐色，背鰭硬棘10枚，背鰭軟條9枚，臀鰭硬棘3枚，臀鰭軟條8枚，體長可達60公分，棲息在海草床、珊瑚礁、沙石底質海域，屬肉食性，以甲殼類、軟體動物、棘皮動物等為食，可作為食用魚。

## 擴展閱讀
維基物種上的相關：桔帶裸頰鯛